# 2024年P. LEAGUE+季後賽
2024年P. LEAGUE+季後賽是P. LEAGUE+（PLG）2023-24賽季季後賽，首輪與總冠軍賽皆為七戰四勝制兩個階段。首輪於2023年5月23日至2023年6月3日展開，總冠軍賽於6月9日至6月20日進行。P. LEAGUE+以「決不退讓」作為聯盟季後賽口號。

## 對陣圖
|  | 首輪 | 首輪           | 首輪 |          |   | 總冠軍賽       | 總冠軍賽 | 總冠軍賽 |  |
|  |      |                |      |          |   |                |          |          |  |
|  | 1    | 桃園璞園領航猿 | 4    |          |   |                |          |          |  |
|  | 1    | 桃園璞園領航猿 | 4    |          |   |                |          |          |  |
|  | 4    | 新竹御頂攻城獅 | 2    |          |   |                |          |          |  |
|  | 4    | 新竹御頂攻城獅 | 2    |          | 1 | 桃園璞園領航猿 | 1        |          |  |
|  |      |                |      |          | 1 | 桃園璞園領航猿 | 1        |          |  |
|  |      |                | 3    | 新北國王 | 4 |                |          |          |  |
|  | 2    | 福爾摩沙夢想家 | 3    | 新北國王 | 4 | 2              |          |          |  |
|  | 2    | 福爾摩沙夢想家 |      |          |   |                |          |          |  |
|  | 3    | 新北國王       | 4    |          |   |                |          |          |  |

粗體表示系列賽贏家

## 首輪

### （1）桃園璞園領航猿vs（4）新竹御頂攻城獅
| 2024年5月23日 19:00 |

| 詳細數據 |

| 新竹御頂攻城獅 82–95 桃園璞園領航猿                        |  |                                                            |
| 每節分數： 22–25、14–28、23–20、23–22                      |  |                                                            |
| 得分： 霍立飛（22） 篮板： 霍立飛（19） 助攻： 艾夫伯（5） |  | 得分： 盧峻翔（24） 篮板： 葛拉漢（12） 助攻： 盧峻翔（7） |
| 桃園璞園領航猿以1比0拔得頭籌                               |  |                                                            |

| 2024年5月25日 17:00 |

| 詳細數據 |

| 新竹御頂攻城獅 118–102 桃園璞園領航猿                    |  |                                                             |
| 每節分數： 37–22、26–27、29–29、26–24                    |  |                                                             |
| 得分： 艾夫伯（38） 篮板： 霍立飛（14） 助攻： 田浩（7） |  | 得分： 沃許本（25） 篮板： 密克斯（12） 助攻： 盧峻翔（12） |
| 新竹御頂攻城獅扳成1比1平手                               |  |                                                             |

| 2024年5月27日 19:00 |

| 詳細數據 |

| 桃園璞園領航猿 95–99 新竹御頂攻城獅                                          |  |                                                            |
| 每節分數： 20–25、28–24、27–28、20–22                                        |  |                                                            |
| 得分： 盧峻翔（23） 篮板： 沃許本（12） 助攻： 周儀翔 / 白曜誠 / 盧峻翔（5） |  | 得分： 艾夫伯（29） 篮板： 霍立飛（17） 助攻： 艾夫伯（5） |
| 新竹御頂攻城獅以2比1領先                                                     |  |                                                            |

| 2024年5月29日 19:00 |

| 詳細數據 |

| 桃園璞園領航猿 101–88 新竹御頂攻城獅                             |  |                                                          |
| 每節分數： 20–23、27–23、28–20、26–22                            |  |                                                          |
| 得分： 葛拉漢（26） 篮板： 沃許本 / 林正（7） 助攻： 盧峻翔（5） |  | 得分： 艾夫伯（29） 篮板： 霍立飛（19） 助攻： 田浩（3） |
| 桃園璞園領航猿扳成2比2平手                                       |  |                                                          |

| 2024年5月31日 19:00 |

| 詳細數據 |

| 新竹御頂攻城獅 79–97 桃園璞園領航猿                        |  |                                                            |
| 每節分數： 17–29、22–31、25–25、15–12                      |  |                                                            |
| 得分： 高國豪（20） 篮板： 霍立飛（13） 助攻： 曾柏喻（4） |  | 得分： 盧峻翔（27） 篮板： 沃許本（15） 助攻： 關達祐（6） |
| 桃園璞園領航猿以3比2聽牌                                   |  |                                                            |

| 2024年6月2日 17:00 |

| 詳細數據 |

| 桃園璞園領航猿 98–94 新竹御頂攻城獅                    |  |                                                        |
| 每節分數： 26–21、21–12、24–34、27–27                  |  |                                                        |
| 得分： 伯朗（24） 篮板： 伯朗（11） 助攻： 沃許本（6） |  | 得分： 霍立飛（25） 篮板： 狄帝（15） 助攻： 田浩（7） |
| 桃園璞園領航猿以4比2晉級總冠軍賽                       |  |                                                        |

### （2）福爾摩沙夢想家vs（3）新北國王
| 2024年5月24日 19:00 |

| 詳細數據 |

| 新北國王 88–89 福爾摩沙夢想家                             |  |                                                            |
| 每節分數： 22–25、26–28、23–23、17–13                     |  |                                                            |
| 得分： 林書豪（25） 篮板： 曼尼高（9） 助攻： 楊敬敏（5） |  | 得分： 麥卡洛（24） 篮板： 麥卡洛（13） 助攻： 林俊吉（6） |
| 福爾摩沙夢想家以1比0拔得頭籌                              |  |                                                            |

| 2024年5月26日 17:00 |

| 詳細數據 |

| 新北國王 90–86 福爾摩沙夢想家                              |  |                                                                |
| 每節分數： 33–27、17–28、13–11、27–20                      |  |                                                                |
| 得分： 曼尼高（17） 篮板： 路易士（11） 助攻： 林書緯（6） |  | 得分： 麥卡洛（23） 篮板： 麥卡洛（16） 助攻： 德文馬布爾（9） |
| 新北國王扳成1比1平手                                       |  |                                                                |

| 2024年5月28日 19:00 |

| 詳細數據 |

| 福爾摩沙夢想家 89–96 新北國王                              |  |                                                          |
| 每節分數： 28–22、18–20、24–28、19–26                      |  |                                                          |
| 得分： 麥卡洛（27） 篮板： 麥卡洛（14） 助攻： 林俊吉（7） |  | 得分： 奧帝（22） 篮板： 曼尼高（13） 助攻： 曼尼高（5） |
| 新北國王以2比1領先                                         |  |                                                          |

| 2024年5月30日 19:00 |

| 詳細數據 |

| 福爾摩沙夢想家 73–87 新北國王                                |  |                                                            |
| 每節分數： 16–18、18–17、17–28、22–24                        |  |                                                            |
| 得分： 布依德（25） 篮板： 吉爾貝克（15） 助攻： 林俊吉（7） |  | 得分： 曼尼高（21） 篮板： 曼尼高（17） 助攻： 林書緯（8） |
| 新北國王以3比1聽牌                                           |  |                                                            |

| 2024年6月1日 17:00 |

| 詳細數據 |

| 新北國王 76–96 福爾摩沙夢想家                              |  |                                                                      |
| 每節分數： 18–29、20–26、28–21、10–20                      |  |                                                                      |
| 得分： 林書豪（19） 篮板： 曼尼高（13） 助攻： 林書緯（6） |  | 得分： 麥卡洛（19） 篮板： 麥卡洛 / 布依德（11） 助攻： 林俊吉（10） |
| 福爾摩沙夢想家追成3比2                                     |  |                                                                      |

| 2024年6月3日 19:00 |

| 詳細數據 |

| 福爾摩沙夢想家 88–97 新北國王                              |  |                                                                     |
| 每節分數： 33–31、23–25、14–12、18–29                      |  |                                                                     |
| 得分： 麥卡洛（22） 篮板： 布依德（11） 助攻： 林俊吉（5） |  | 得分： 林書豪（33） 篮板： 曼尼高 / 路易士（12） 助攻： 林書豪（6） |
| 新北國王以4比2晉級總冠軍賽                                 |  |                                                                     |

## 外部連結
- 官方网站